# Доброе (Калининградская область)
Доброе — посёлок в Гурьевском городском округе Калининградской области. Входит в состав Низовского сельского поселения.

## Население
| 2002 | 2010 |
| ---- | ---- |
| 119  | ↗134 |

## История
Поселение Лайде было основано в 1334 году.
30 сентября 1928 года Грос Легден и Кляйн Легден были объединены в Легден. Численность населения в 1933 году составляла 207 человек, в 1939 году - 198 человек.
В 1946 году Легден был переименован в поселок Доброе.